# Zutomayo
Zutto Mayonaka de Iinoni. (яп. ずっと真夜中でいいのに。, дослівно — «Я б хотів, щоб весь час була північ»), стилізовано як ZUTOMAYO — японська рок група, що дебютувала 2018 року. Природно прихована група, що ніколи не опубліковувала повний список учасників, часто приписуючи різним людям музику, аранжування і виробництво відео кліпів. Єдиним учасником, який постійно згадується є вокалістка, невідома дівчина на ім'я «АКА-Не» (яп. ACAね, a-kah-nay).
Незважаючи на малу кількість оприлюдненої інформації, група є комерційно успішною. Три міні-альбоми Zutomayo досягли 8-го, 1-го та 2-го місць у Oricon Albums Chart відповідно. Групу також запросили виступити на Fuji Rock Festival 2019 через рік після дебюту.

## Стиль
Окрім АКА-Не, вокалістки, незрозуміло, скільки людей у групі. АКА-Не ніколи не відкривала свого обличчя, і гурт виступав за напівпрозорим екраном під час концертів, зокрема на Fuji Rock Festival 2019. Багато хто вказував, що таємничість Zutomayo щодо її членів сприяє її популярності. Однак під час останніх виступів інші учасники гурту були менш скритними, вирішуючи показувати свої обличчя.
Zutomayo зазвичай створює рок-музику, яка часто включає складні басові партії, натхненні фанком. Голос АКА-Не був описаний як «енергійний», «виразний» і «делікатний».

## Історія
Група дебютувала з випуском своєї першої пісні "Byōshin o Kamu" (яп. 秒針を噛む) на YouTube 4 червня 2018 року. Пісня миттєво стала хітом, зібравши 200 000 переглядів протягом першого тижня. Крім того, після того, як пісня була випущена на потокових платформах 30 серпня, пісня стала найбільш трансльованою піснею в Японії того тижня. Після виходу пісні Zutomayo провели свій перший концерт на Daikanyama Loop у Токіо. Присутнім роздали непрозорі окуляри та повідомили, що під час концерту на всьому залі було темно.
Zutomayo випустив ще два сингли в цифровому вигляді, перш ніж випустити свій перший EP, Tadashii Itsuwari Kara no Kishō (яп. 正しい偽りからの起床) 14 листопада на EMI Records. EP досяг 8 місця в Oricon Albums Chart і був номінований на 19th CD Shop Awards. 5 червня 2019 року вийшов другий міні-альбом під назвою Ima wa Ima de Chikai wa Emi de (яп. 今は今で誓いは笑みで) , який очолив чарт Oricon. Перший повноформатний альбом групи, Hisohiso Banashi (яп. 潜潜話) , був випущений 30 жовтня того ж року. Пісня «Darken» була використана в бойовику The Night Beyond the Tricornered Window, «Hypersomnia» також фігурує у фільмі. Гурт випустив альбом Gusare (яп. ぐされ) 10 лютого 2021 року.

## Дискографія
Станом на лютий 2022 року Zutomayo випустив чотири міні-альбоми та два повноформатних альбоми. Деякі пісні, що містяться в цих альбомах, були випущені в цифровому вигляді ще до виходу альбому.

### Студійні альбоми
| Назва                                         | Деталі                                                                                  | Пікові позиції у чартах | Пікові позиції у чартах | Продажі          |
| Назва                                         | Деталі                                                                                  | JPN                     | Hot                     | Продажі          |
| --------------------------------------------- | --------------------------------------------------------------------------------------- | ----------------------- | ----------------------- | ---------------- |
| \| Hisohiso Banashi \| \| ---------------- \| | - Випущено: 30 жовтня 2019 - Позначка: EMI - Формат: CD, цифрове завантаження, стримінг | 5                       | 4                       | - Японія: 33 724 |
| Gusare                                        | - Випущено: 10 лютого 2021 - Позначка: EMI - Формат: CD, вініл, цифрові копії, стримінг | 2                       | 2                       | - Японія: 52 654 |
| Hisohiso Banashi                              |                                                                                         |                         |                         |                  |

### Мініальбоми
| Назва                           | Подробиці                                                                                  | Пікові позиції у чартах | Пікові позиції у чартах | Продажі          |
| Назва                           | Подробиці                                                                                  | Японія                  | JPN Hot                 | Продажі          |
| ------------------------------- | ------------------------------------------------------------------------------------------ | ----------------------- | ----------------------- | ---------------- |
| Tadashii Itsuwari Kara no Kisho | - Випущено: 14 листопада 2018 - Позначка: EMI - Формат: CD, цифрове завантаження, стримінг | 8                       | 3                       | - Японія: 18 032 |
| Ima wa Ima de Chikai wa Emi de  | - Випущено: 12 червня 2019 - Позначка: EMI - Формат: CD, цифрове завантаження, стримінг    | 1                       | 1                       | - Японія: 25 217 |
| Hogaraka na Hifu tote Fufuku    | - Випущено: 5 серпня 2020 - Позначка: EMI - Формат: CD, цифрове завантаження, стримінг     | 2                       | 2                       | - Японія: 31 349 |
| Nobi Shigusa Korite Itomagoi    | - Випущено: 16 лютого 2022 - Позначка: EMI - Формат: CD, цифрове завантаження, стримінг    | 1                       | 1                       | - Японія: 23 266 |

#### Мініальбоми-збірники
| Назва                               | Подробиці                                                                                  |
| ----------------------------------- | ------------------------------------------------------------------------------------------ |
| Zutomayo's Playlist for U.S.        | - Дата виходу: 27 серпня 2021 - Формати: цифрове завантаження, стримінг - Лейбл: Universal |
| Zutomayo's Playlist for U.S. Vol. 2 | - Дата виходу: 22 квітня 2022 - Формати: цифрове завантаження, стримінг - Лейбл: Universal |

### Сингли
| Назва                                                                               | Рік      | Пікові позиції у чартах | Сертифікація          | Альбом                        |
| Назва                                                                               | Рік      | JPN Hot                 | Сертифікація          | Альбом                        |
| ----------------------------------------------------------------------------------- | -------- | ----------------------- | --------------------- | ----------------------------- |
| «Byōshin o Kamu» (秒針を噛む)                                                       | 2018 рік | 42                      | - RIAJ: Платина (st.) | Хісохісо Банаші               |
| «Nōriue no Cracker» (脳裏上のクラッカー)                                            | 2018 рік | —                       |                       | Хісохісо Банаші               |
| «Гуманоїд» (ヒューマノイド)                                                         | 2018 рік | —                       |                       | Хісохісо Банаші               |
| «Mabushii DNA Dake» (眩しいDNAだけ)                                                 | 2019 рік | 97                      |                       | Хісохісо Банаші               |
| «Seigi» (正義)                                                                      | 2019 рік | —                       |                       | Хісохісо Банаші               |
| «Kettobashita Mōfu» (蹴っ飛ばした毛布)                                              | 2019 рік | —                       |                       | Хісохісо Банаші               |
| «Obenkyō Shitoite yo» (お勉強しといてよ)                                            | 2020 рік | 20                      | - RIAJ: срібло (st.)  | Ґусаре                        |
| «Darken» (暗く黒く)                                                                 | 2020 рік | 69                      |                       | Ґусаре                        |
| «Hunch Gray» (勘ぐれい)                                                             | 2020 рік | 50                      |                       | Ґусаре                        |
| «Can't Be Right» (正しくなれない)                                                   | 2020 рік | 22                      | - RIAJ: Золото (st.)  | Ґусаре                        |
| «Inside Joke» (あいつら全員同窓会)                                                  | 2021 рік | 16                      |                       | Джинкоуґаку                   |
| «Stay Foolish» (ばかじゃないのに)                                                   | 2021 рік | 45                      |                       | Джинкоуґаку                   |
| «Mirror Tune» (ミラーチューン)                                                      | 2022 рік | 43                      |                       | Джинкоуґаку                   |
| «Blush» (消えてしまいそうです)                                                      | 2022 рік | 65                      |                       | Джинкоуґаку                   |
| «Time Left» (残機)                                                                  | 2022 рік | 14                      |                       | Джинкоуґаку                   |
| «Kira Killer» (綺羅キラー)                                                          | 2022 рік | 32                      |                       | Джинкоуґаку                   |
| «Intrusion» (不法侵入)                                                              | 2023 рік | 90                      |                       | Джинкоуґаку                   |
| «Hanaichi Monme» (花一匁)                                                           | 2023 рік | 70                      |                       | Джинкоуґаку                   |
| «Truth in Lies» (嘘じゃない)                                                        | 2024 рік | 75                      |                       | Коке но ичинен каибани такусу |
| «Taidada»                                                                           | 2024 рік | 54                      |                       | Коке но ичинен каибани такусу |
| «—» позначає релізи, які не потрапили в чарти або не були випущені в цьому регіоні. |          |                         |                       |                               |

### Рекламні сингли
| Назва                                           | Рік      | Сертифікати          | Альбом           |
| ----------------------------------------------- | -------- | -------------------- | ---------------- |
| «Kan Saete Kuyashiiwa» (勘冴えて悔しいわ)       | 2019     | - RIAJ: Срібло (st.) | Hisohiso Banashi |
| «Konnakoto Sōdō» (こんなこと騒動)               | 2019     |                      | Hisohiso Banashi |
| «Haze Haseru Haterumade» (ハゼ馳せる果てるまで) | 2019     |                      | Hisohiso Banashi |
| «Dear. Mr „F“»                                  | 2019     |                      | Hisohiso Banashi |
| «Milabo»                                        | 2020     |                      | Gusare           |
| «Fastening» (低血ボルト)                        | 2020     |                      | Gusare           |
| «Ham»                                           | 2020     |                      | Gusare           |
| «Hypersomnia» (過眠)                            | 2021 рік |                      | Gusare           |